# Shen Buhai
Shen Buhai (en chino, 申不害; pinyin, Shēn Bùhài; Wade-Giles, Shen Puhai, fallece 337 a. C.) fue un burócrata chino que fue el Canciller de Han bajo el gobierno del Marqués Zhao de Han desde el 351 a. C. al 337 a. C. Shen había nacido en el Estado de Zheng; es probable que se desempeñara como un oficial de bajo rango para el Estado Zheng. Luego de que Han conquistara Zheng en el 375 a. C., ascendió en los rangos de la oficialidad Han. Fue un innovador de la burocracia administrativa y a menudo estuvo relacionado con los legistas. Se le da crédito por haber escrito el Shenzi. Shen Buhai tuvo éxito en reformar la burocracia del Estado de Han; sus reformas serían posteriormente copiadas por otros estados. 

## Filosofía
Shen se ocupó especialmente de la administración del gobierno mediante el uso de la burocracia. Su sistema requería de un gobernante fuerte. Shen Buhai creía que el gobernante ideal debía permanecer distante de sus funcionarios, guardando sus pensamientos más personales secretos y manteniendo una independencia de pensamiento. Según Shen, el gobernante debía ser la persona más solitaria del mundo.
Para Shen Buhai, la mayor amenaza al poder de un gobernante provenía desde adentro del gobierno. Shen consideraba que las amenazas de poderosos ministros independientes que se propusieran usurpar el poder eran más peligrosas que las amenazas que podían suponer las fuerzas externas. Shen propugnó el desarrollo del concepto de Shu (術 métodos/técnicas administrativas). Shen propugnaba realizar controles para limitar el poder de los funcionarios, y asegurar un tratamiento igualitario entre ellos.
Shen apoyaba la idea de encontrar a la persona adecuada para el trabajo (xingming 刑名). Evaluaba a los funcionarios, basándose en sus habilidades, logros y años de experiencia. También propugnaba la evaluación frecuente de los oficiales.
Shen Buhai promulgó su concepto propio de wu wei, lo que hizo que algunos intelectuales lo asociaran con el taoísmo. Shen creía que los gobernantes aumentaban su poder en la medida que menos ejercieran dicho poder. Alentaba a los gobernantes a que limitaran su alcance, dejando los detalles de implementación a los ministros capaces. Algunos intelectuales modernos sostienen que el legismo de Shen era más una mezcla de taoísmo y legalismo que el Shu conceptual de la escuela legista.